# Ys VIII: Lacrimosa of Dana
Ys VIII: Lacrimosa of Dana (イース VIII -Lacrimosa of Dana- Īsu Eito -Rakurimosa obu Dāna-) ist ein Computer-Rollenspiel von Nihon Falcom. Es ist der achte Teil in der Ys-Spielereihe. Die Erstveröffentlichung war 2016 für PlayStation Vita. Später wurde es für PlayStation 4, Switch und Windows portiert.

## Handlung
Die Handlung spielt zeitlich zwischen Ys V und Ys VI. Der Serienheld Adol Christin reist an Bord der Lombardia von Xandria nach Eresia, doch das Schiff wird nahe der verfluchten Insel Seiren von einem riesigen Tintenfisch angegriffen und versenkt. Adol wird zunächst allein am Strand der unerforschten Insel angespült. Er beginnt mit der Erkundung und Kartographierung der Insel, wobei er bald auf die Abenteurerin Laxia und den Fischer Sahad trifft. Gemeinsam stoßen sie nach und nach auf immer mehr Überlebende und bauen mit ihrer Hilfe einen sicheren Zufluchtsort auf. Langfristiges Ziel ist es jedoch, die Insel wieder zu verlassen, was durch das Seeungeheuer vor der Küste vorerst unmöglich ist. Dazu hat Adol immer wieder Visionen eines blauhaarigen Mädchens namens Dana, in denen er dem Geheimnis der lange zuvor untergegangenen Hochkultur der Insel auf die Spur kommt.

## Spielprinzip
Der Spieler erkundet die Spielwelt mit Adol und zwei Begleitern. Zentrale Spielelemente sind neben dem Kampfsystem die Erkundung und Kartographierung der Insel der Ausbau einer Siedlung der Schiffbrüchigen. Durch das Auffinden der Schiffbrüchigen wächst die Dorfgemeinschaft, die Adol mit ihren Fähigkeiten und Diensten unterstützen können. Das Dorf dient als regelmäßige Anlaufstelle für die Ausrüstung und den Tausch von Gegenständen. Durch die Übernahme kleinerer Aufträge für die Bewohner, erfährt Adol mehr über ihre Hintergründe und erhält Zugriff auf neue Gegenstände. Mit allmählich zunehmender Ausrüstung werden auch neue Bereich der Spielwelt erst zugänglich.
Kämpfe gegen feindliche Kreaturen werden in Echtzeit ausgefochten, der Spieler kann dabei zwischen den Gruppenmitgliedern wechseln, um bestimmte Aktionsbefehle zu geben. Durch Kampfkombos und Abwehrmanöver wird Sonderenergie gewonnen, die bei ausreichender Menge in besonders mächtigen Spezialattacken entladen werden kann. In den wiederkehrenden Traumabschnitten steuert der Spieler Dana allein durch den entsprechenden Abschnitt. Mit der Beendigung des Spiels werden die Modi New Game+ und Boss Rush freigeschaltet.

## Entwicklung
Das Spiel wurde 2014 während einer Pressekonferenz des PlayStation-Herstellers Sony angekündigt. Es basiert auf einer Weiterentwicklung der Engine von Ys: Memories of Celceta. Rückblickend hatte Falcom in diesem Titel die Kartographierung und Adols Gedächtnislücken, die er im Verlauf des Spiels zu füllen versucht und ihn zum Erkunden der Spielwelt anregt, als zwei zentrale Elemente ausgemacht, die großen Anteil am Spielspaß hatten. Dies versuchten die Entwickler in Ys VIII zu berücksichtigen, indem sie die Kartenfunktion beibehielten und die Handlung an einen unerforschten Schauplatz verlegten.
Im Januar 2018 kündigte Konsolenhersteller Nintendo in einer Direct-Mini-Ankündigung die Portierung des Spiels auf Switch an. Falcoms Publishing-Partner NIS America hatte zuvor positive Erfahrungen bei der Vermarktung von Disgea 5 gesammelt und ging daher mit diesem Vorschlag auf Nihon Falcom zu, die die Umsetzung genehmigten. Die Portierungsarbeiten wurden von NIS America übernommen. Die PC-Version erschien als Downloadtitel am 16. April 2018, wurde aber wegen der im Vergleich zu anderen Portierungen schlechteren Leistung kritisiert. Januar 2020 wurden mit einem großen Update viele Probleme behoben und die grafische Qualität gesteigert. Hinzu kam ein lokaler Koop-Modus für zwei Spieler. Im Juni 2018 erschien die Switch-Veröffentlichung als Definitive Edition inklusive der bisherigen Bonusinhalte für PS4 und PS Vita.
April 2019 kündigte Nihon Falcom eine Portierung für Android und iOS an, die in Zusammenarbeit mit Linekong Entertainment Technology entstehen sollten.

## Rezeption
Die Wertungen waren meist positiv.

„Exzellent spielbares Jubiläum der Ys-Reihe mit flotter Action, dem aber einige schwere dramaturgische Schwächen unterlaufen.“

„Phantastischer Überlebenskampf auf einer sagenumwobenen Insel – mit Abstrichen bei Technik und Inhalt.“

Die Fassung für PlayStation Vita erreicht in der ersten Verkaufswoche Platz 2 der japanischen Gesamtverkaufscharts mit 43.753 Einheiten. Der PS4-Fassung gelang 2017 mit 27.741 Einheiten der Einstieg auf Platz 1. Die Switch-Fassung startete mit 6.431 verkauften Einheiten auf Platz 7, in der Folgewoche kamen 2.189 Exemplare hinzu. Stand Oktober 2018 wurde das Spiel weltweit mehr als 500.000 Mal verkauft.
Bei den PlayStation Awards 2017 erhielt Ys VIII als eines von zehn Spielen eine Auszeichnung in der Kategorie Users’ Choice.